# Fergusonina nicholsoni
Fergusonina nicholsoni är en tvåvingeart som beskrevs av Tonnoir 1937. Fergusonina nicholsoni ingår i släktet Fergusonina och familjen Fergusoninidae. Inga underarter finns listade i Catalogue of Life.